# Coamízatl
Coamízatl är en ort i Mexiko.   Den ligger i kommunen Axtla de Terrazas och delstaten San Luis Potosí, i den centrala delen av landet, 230 km norr om huvudstaden Mexico City. Coamízatl ligger 354 meter över havet och antalet invånare är 181.
Terrängen runt Coamízatl är varierad. Runt Coamízatl är det tätbefolkat, med 427 invånare per kvadratkilometer. Närmaste större samhälle är Tampacan, 19,9 km öster om Coamízatl. I omgivningarna runt Coamízatl växer huvudsakligen savannskog.